# Sobranie
Sobranie (en russe, Собрание : assemblage, collection) est une marque de cigarettes détenue par Japan Tobacco International.